# Softbed Ridges
Die Softbed Ridges sind ein Gebirgszug paralleler und durch kleine schneebedeckte Täler unterbrochener Gebirgskämme in der antarktischen Ross Dependency. Sie erstrecken sich über eine Länge von rund 25 km in nord-südlicher Ausrichtung an der Wasserscheide zwischen dem Lowery-Gletscher und dem Robb-Gletscher. 
Die Formation wurde 1960 durch neuseeländische Expeditionsgruppen benannt, die in dem Gebiet arbeiteten.